# Lamballe (Lamballe-Armor)
Lamballe ist eine Ortschaft und eine ehemalige französische Gemeinde mit 12.742 Einwohnern (Stand 1. Januar 2022) im Département Côtes-d’Armor in der Region Bretagne. Sie gehörte zum Arrondissement Saint-Brieuc und zum Kanton Lamballe.
Mit Wirkung vom 1. Januar 2016 wurden die ehemaligen Gemeinden Lamballe und Meslin zur namensgleichen Commune nouvelle Lamballe zusammengelegt und hatten in der neuen Gemeinde den Status einer Commune déléguée. Der Verwaltungssitz befand sich im Ort Lamballe.
Mit Wirkung vom 1. Januar 2019 wurde die Commune nouvelle Lamballe mit den Gemeinden Morieux und Planguenoual fusioniert und dadurch eine neue Commune nouvelle mit dem Namen Lamballe-Armor gebildet. Alle ehemaligen Gemeinden – auch Lamballe –  erhielten in der neuen Gemeinde den Status einer Commune déléguée. Der Verwaltungssitz befindet sich im Ort Lamballe.

## Lage
Nachbarorte sind
- Coëtmieux und Andel im Nordwesten,
- Planguenoual, Saint-Alban und Hénansal im Norden,
- Quintenic im Nordosten,
- Plédéliac im Osten,
- Saint-Rieul, Noyal und Plestan im Südosten,
- La Malhoure, Saint-Trimoël, Saint-Glen und Landéhen im Süden,
- Meslin im Südwesten.

## Bevölkerungsentwicklung
| Jahr      | 1962 | 1968 | 1975 | 1982 | 1990 | 1999  | 2008  | 2015  |
| --------- | ---- | ---- | ---- | ---- | ---- | ----- | ----- | ----- |
| Einwohner | 8880 | 9124 | 9330 | 9452 | 9894 | 10563 | 11705 | 12477 |

## Geschichte
Zum 1. Januar 1973 wurden die Gemeinden Lamballe, Maroué, La Poterie, Saint-Aaron und Trégomar zur neuen Gemeinde Lamballe zusammengefasst.

## Sehenswürdigkeiten
Siehe auch: Liste der Monuments historiques in Lamballe-Armor
- Menhir von Trégomar
- Die Allée couverte du Chêne-Hut liegt beim Weiler La Hauteville, nordöstlich von Lamballe.
- Stiftskirche Notre-Dame
- Kirchen Saint-Martin und Saint-Jean
- Das Maison du Bourreau (Musée Mathurin Méheut / Musée d'art populaire)
- Musée de la poterie (Töpfermuseum)
- Staatsgestüt „Haras National de Lamballe“ als ein Hauptzuchtgebiet der Pferderasse Bretone[3]

## Persönlichkeiten
- Jean IV. de Brosse († 1564)
- Louis Alexandre de Bourbon, prince de Lamballe (1747–1768), Sohn von Louis Jean Marie de Bourbon, duc de Penthièvre
- Marie-Louise von Savoyen-Carignan, Prinzessin von Lamballe (1749–1792), genannt „Madame de Lamballe“
- Armand Tuffin de La Rouërie (1751–1793), Militär des Amerikanischen Unabhängigkeitskriegs
- Alexandre Glais-Bizoin (1800–1877), Politiker
- Gustave Téry (1870–1928), Journalist und Schriftsteller
- Louis Deschamps (1878–1925), Politiker
- Mathurin Méheut (1882–1958), Maler
- Fabien Fabiano (1883–1962), Maler und Illustrator
- Yann Sohier (1901–1935)
- Mongo Beti (1932–2001), Schriftsteller
- Augusto Pinochet (1915–2006); seine Vorfahren stammten aus Lamballe.